# Гіперпролактинемія
Гіперпролактинемія (англ. hyperprolactinemia) — збільшення в крові гормону пролактину. Гіперпролактинемією вважається стан, при якому кількість пролактину у крові вище 25 мкг/л (530 мМО/л).

## Класифікація
Так як кількість пролактину в нормі має «пульсуючий характер», виділяють два види гіперпролактинемії:
- Фізіологічна: визначається у вагітних жінок та породіль і пов'язана з стимуляцією молочних залоз, необхідна для лактації.
- Патологічна: у жінок з патологією гіпофіза гіперпролактинемія характеризується аменореєю і/чи галактореєю, у чоловіків може призводити до гінекомастії.

## Норми
Середня нормальна кількість пролактину у крові людини:
| Cистема вимірювання                          | Для жінок                           | Для чоловіків    |
| -------------------------------------------- | ----------------------------------- | ---------------- |
| CША                                          | Менше 500 mI U/L (20 ng/mL чи µg/L) | Менше 450 mI U/L |
| Україна                                      | 6,6-23,3 нг/мл                      | 4,7-15,2 нг/мл   |
| МЕТ (Міжнародне Ендокринологічне Товариство) | до 25 мкг/л (1 мкг/л=21,2 мМО/л)    |                  |